# AHL 1939/40
Die Saison 1939/40 war die vierte reguläre Saison der International-American Hockey League (ab 1940 American Hockey League – AHL). Während der regulären Saison bestritten die vier Teams der East Division jeweils 54 Spiele, während die fünf Teams der West Division jeweils 56 Spiele bestritten. Die sechs besten Mannschaften der Liga spielten anschließend in einer Play-off-Runde um den Calder Cup.

## Teamänderungen
Folgende Änderungen wurden vor Beginn der Saison vorgenommen:
- Die Indianapolis Capitals wurden als Expansionsteam in die Liga aufgenommen

## Reguläre Saison

### Abschlusstabellen
Abkürzungen: GP = Spiele, W = Siege, L = Niederlagen, T = Unentschieden, OTL = Niederlage nach Overtime, GF = Erzielte Tore, GA = Gegentore, Pts = Punkte

Erläuterungen: In Klammern befindet sich die Platzierung innerhalb der Conference;       = Playoff-Qualifikation,       = Division-Sieger,       = Conference-Sieger

#### Reguläre Saison
| East Division         | GP | W  | L  | T | GF  | GA  | Pts |
| --------------------- | -- | -- | -- | - | --- | --- | --- |
| Providence Reds       | 54 | 27 | 19 | 8 | 161 | 157 | 62  |
| New Haven Eagles      | 54 | 27 | 24 | 3 | 177 | 183 | 57  |
| Springfield Indians   | 54 | 24 | 24 | 6 | 166 | 149 | 54  |
| Philadelphia Ramblers | 54 | 15 | 31 | 8 | 133 | 170 | 38  |

| West Division         | GP | W  | L  | T  | GF  | GA  | Pts |
| --------------------- | -- | -- | -- | -- | --- | --- | --- |
| Indianapolis Capitals | 56 | 26 | 20 | 10 | 174 | 144 | 62  |
| Hershey Bears         | 56 | 27 | 24 | 5  | 154 | 156 | 59  |
| Pittsburgh Hornets    | 56 | 25 | 22 | 9  | 152 | 133 | 59  |
| Cleveland Barons      | 56 | 24 | 24 | 8  | 127 | 130 | 56  |
| Syracuse Stars        | 56 | 20 | 27 | 9  | 147 | 169 | 49  |

### Beste Scorer
Abkürzungen: GP = Spiele, G = Tore, A = Assists, Pts = Punkte, +/- = Plus/Minus, PIM = Strafminuten; Fett: Saisonbestwert
| Spieler          | Team                  | GP | G  | A  | Pts | PIM |
| ---------------- | --------------------- | -- | -- | -- | --- | --- |
| Norm Locking     | Syracuse Stars        | 55 | 31 | 32 | 63  | 12  |
| Fred Thurier     | Springfield Indians   | 54 | 28 | 32 | 60  | 27  |
| Tony Hemmerling  | New Haven Eagles      | 51 | 26 | 31 | 57  | 4   |
| Max Bennett      | Syracuse Stars        | 56 | 25 | 31 | 56  | 10  |
| Ronnie Hudson    | Indianapolis Capitals | 54 | 27 | 27 | 54  | 19  |
| George Patterson | New Haven Eagles      | 54 | 25 | 27 | 52  | 42  |
| Eddie Convey     | Syracuse Stars        | 53 | 17 | 33 | 50  | 24  |
| Jack Toupin      | Syracuse Stars        | 49 | 16 | 34 | 50  | 12  |
| Marcel Tremblay  | New Haven Eagles      | 51 | 23 | 24 | 47  | 13  |
| Norman Schultz   | Springfield Indians   | 54 | 21 | 25 | 46  | 6   |

## Calder-Cup-Playoffs

### Modus
Für die Play-offs qualifizierten sich die sechs besten Mannschaften der American Hockey League. Die beiden Sieger aus den Duellen der Mannschaften auf den Plätzen zwei bis vier trafen in der zweiten Runde aufeinander, während der Gewinner aus dem Duell der beiden Divisionsgewinner durch ein Freilos automatisch für das Finale qualifiziert war. Die ersten beiden Play-off-Runden fanden im Modus Best-of-Three statt, wobei die beiden Divisionsgewinner im Modus Best-of-Five um die Finalteilnahme spielten. Das Finale selbst wurde ebenfalls im Modus Best-of-Five ausgespielt.

### Play-off-Übersicht

#### Erste Runde
- (E1) Providence Reds – (W1) Indianapolis Capitals 3:2
- (W2) Hershey Bears – (E2) New Haven Eagles 2:1
- (W3) Pittsburgh Hornets – (E3) Springfield Indians 2:1

#### Zweite Runde
- (E1) Freilos für die Providence Reds
- (W3) Pittsburgh Hornets – (W2) Hershey Bears 2:1

#### Finale
- (E1) Providence Reds – (W3) Pittsburgh Hornets 3:0

## Vergebene Trophäen

### Mannschaftstrophäen
| Auszeichnung                                                            | Team                  |
| ----------------------------------------------------------------------- | --------------------- |
| Calder Cup Gewinner der AHL-Playoffs                                    | Providence Reds       |
| F. G. „Teddy“ Oke Trophy Bestes Team der West Division, reguläre Saison | Indianapolis Capitals |